# 谢赫国

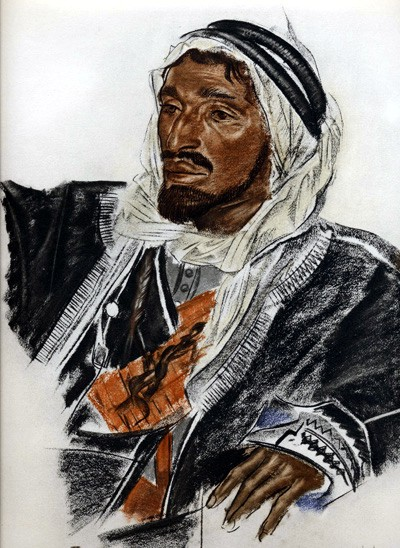
《巴尔米拉的谢赫·萨塔姆·哈达丁》，亚历山大·雅科夫列夫作。

谢赫国（羅馬化：Mashyakhah）是由一位被称为谢赫的部族领袖统治的一个地理区域或一个社会。 谢赫国几乎仅存在于阿拉伯国家，特别是阿拉伯半岛（波斯湾阿拉伯国家）内，尽管历史上也有一些著名的例外（例如桑加杰谢赫国）。
尽管有些国家由谢赫统治，但通常不会被称为谢赫国，而是称为王国、酋长国或单纯称为国家，其统治者往往拥有其他的王室头衔，如国王或埃米尔。